# Ana Isabel Alonso
Ana Isabel Alonso (née le 16 août 1963 à Villaherreros) est une athlète espagnole spécialiste du marathon.

## Biographie
De 1995 à 2022, elle détient le record d'Espagne du marathon en 2 h 26 min 51 s.
En 1997 et en 1998, elle remporte le Marathon de Barcelone, établissant en 2 h 30 min 06 s puis en 2 h 30 min 05 s deux records de la course, qui ne seront battu qu'en 2015 par Aynalem Kassahun.
En 2000, elle remporte le Marathon de Rotterdam en 2 h 30 min 21 s.

### Palmarès
| Date | Compétition                            | Lieu        | Résultat | Épreuve    | Performance     |
| ---- | -------------------------------------- | ----------- | -------- | ---------- | --------------- |
| 1987 | Championnats du monde                  | Rome        | 19e      | 10 000 m   | 33 min 20 s 65  |
| 1988 | Jeux olympiques d'été                  | Séoul       | 25e      | 10 000 m   | 32 min 40 s 50  |
| 1993 | Championnats du monde                  | Stuttgart   | 17e      | Marathon   | 2 h 42 min 53 s |
| 1995 | Championnats du monde de semi-marathon | Montbéliard | 3e       | Par équipe | 3 h 34 min 26 s |
| 1996 | Jeux olympiques d'été                  | Atlanta     | 49e      | Marathon   | 2 h 44 min 12 s |
| 1997 | Championnats d'Europe de cross-country | Oeiras      | 3e       | Par équipe | 46 pts          |
| 1999 | Championnats du monde                  | Séville     | 15e      | Marathon   | 2 h 31 min 38 s |
| 2000 | Jeux olympiques d'été                  | Sydney      | 30e      | Marathon   | 2 h 36 min 45 s |

### Records
| Épreuve       | Performance     | Lieu            | Date              |
| ------------- | --------------- | --------------- | ----------------- |
| 10 000 mètres | 32 min 40 s 50  | Séoul           | 26 septembre 1988 |
| Marathon      | 2 h 26 min 51 s | Saint-Sébastien | 15 octobre 1995   |